# Battaglia di Loigny
La battaglia di Loigny o di Loigny-Poupry fu combattuta nel contesto della guerra franco-prussiana il 2 dicembre 1870, presso la città di Loigny-la-Bataille, a nord di Orléans, tra le forze del gran duca del Meclemburgo e truppe dell'armata della Loira guidate dal generale Louis d'Aurelle de Paladines. Lo scontro fornì il destro ai prussiani per procedere subito dopo alla conquista della città di Orléans che finirà in mano prussiana fino alla fine della guerra.

## Svolgimento
La battaglia nacque dal movimento delle forze francesi che avrebbero dovuto esercitare pressione sugli eserciti prussiani che bloccavano la capitale francese, impegnata in un assedio perdurante da già 3 mesi. La manovra francese era stata decisa, tra le proteste di Aurelle che reputava l'azione troppo tardiva, presso il quartier generale dell'Armata della Loira su iniziativa di Charles de Freycinet, delegato al ministero della guerra nel governo di difesa nazionale.
Il generale Antoine Chanzy, mentre Aurelle rimaneva a Artenay in attesa di prendere parte allo scontro, col suo XVI corpo d'armata attaccò a nord di Orléans il 2 dicembre cogliendo di sorpresa le truppe tedesche, disposte dal nord del villaggio di Loigny al castello di Goury e attraverso i villaggi di Lumeau, Baigneux e Poupry. Lo scontro si protrasse per 3 giorni e l'armata francese, dopo che si vide minacciata su ambo i fianchi, arretrò fino a Loigny, che cadrà in mano tedesca e successivamente verso Orléans. L'arrivo di Louis-Gaston de Sonis con i rinforzi del XVII corpo consentì ai francesi di riprendere posizione a Villépion. De Sonis, al comando di alcune centinaia di Zuavi tentò un contrattacco ma fu respinto; lo stesso De Sonis rimase ferito e i francesi persero la metà degli uomini. Fallito anche il tentativo da parte del generale Peytavin di minacciare i prussiani sul fianco a Poupry, i francesi persero le speranze di infrangere le linee prussiane.
Le forze francesi uscirono pesantemente sconfitte dai combattimenti e le perdite per i tedeschi furono molto elevate a causa dell'efficacia del fuoco delle mitrailleuse (mitragliatrici). La sconfitta segnò la fine dell'Armata della Loira: afflitte dal freddo, dalla fame e dalla neve, le truppe francesi non disponevano più dei mezzi minimi per la guerra e fermarono la loro spinta verso Parigi.